# Visa
Visa Inc.  (також відома як Visa, стилізована під VISA) — світовий лідер індустрії електронних платежів, що сприяє транзакціям між споживачами, бізнесом, фінансовими та урядовими організаціями у більш ніж 200 країнах та територіях світу.
Visa Inc. є однією з найбільших світових платіжних систем, американською фінансовою багатонаціональною корпорацією зі штаб-квартирою в Фостер-Сіті, Каліфорнія, США. Вона полегшує електронні перекази грошових коштів по всьому світу, найчастіше з допомогою кредитних карт Visa, дебетових карт та карт передплати. Visa Inc. не випускає карточки, не надає фінансовим компаніям кредити і не встановлює тарифи і комісії для споживачів. Замість цього компанія надає фінансовим компаніям продукти під брендом Visa, які вони потім використовують, щоб запропонувати своїм клієнтам кредитні, дебетові, предоплачені програми та програми доступу до готівкових коштів. У 2015 році видавництво Nilson Report, що відстежує індустрію кредитних карт, виявило, що глобальна мережа Visa (відома як VisaNet) обробила 100 млрд транзакцій упродовж 2014 року на загальний об'єм 6,8 трлн $.

## Характеристика компанії
Щорічний торговий обіг карток Visa становить $2,5 трлн. Картки Visa приймаються до оплати в торгових точках більше 150 країн світу. Організація грає центральну роль в розробці інноваційних платіжних продуктів і технологій, які використовують 21 тисяча фінансових організацій,  члени платіжної системи і власники їх карток.
Історія компанії Visa Inc. почалася в 1958, коли Bank of America випустив синьо-біло-золоту картку «BankAmericard». З метою отримання картками банку «BankAmerica» національної популярності для їхньої підтримки створили нову корпоративну структуру, керували якою організації, що мають ліцензії на ведення бізнесу. Ця структура отримала ім'я «Visa» в 1976 році. З часом кредитні картки Visa набули поширення у всьому світі.
У 1980-х і 1990-х компанія Visa Inc. запропонувала клієнтам перші елітні картки, створила першу глобальну систему банкоматів, розробила нові смарт-картки і передплачені картки.
Visa Inc. ініціювала створення u-commerce, або всесвітньої (universal) комерції — здатність займатися комерцією в будь-якій точці світу, у будь-який час і будь-яким способом.
Голова «Візи» — Чарльз Шарф.

## Visa Contactless

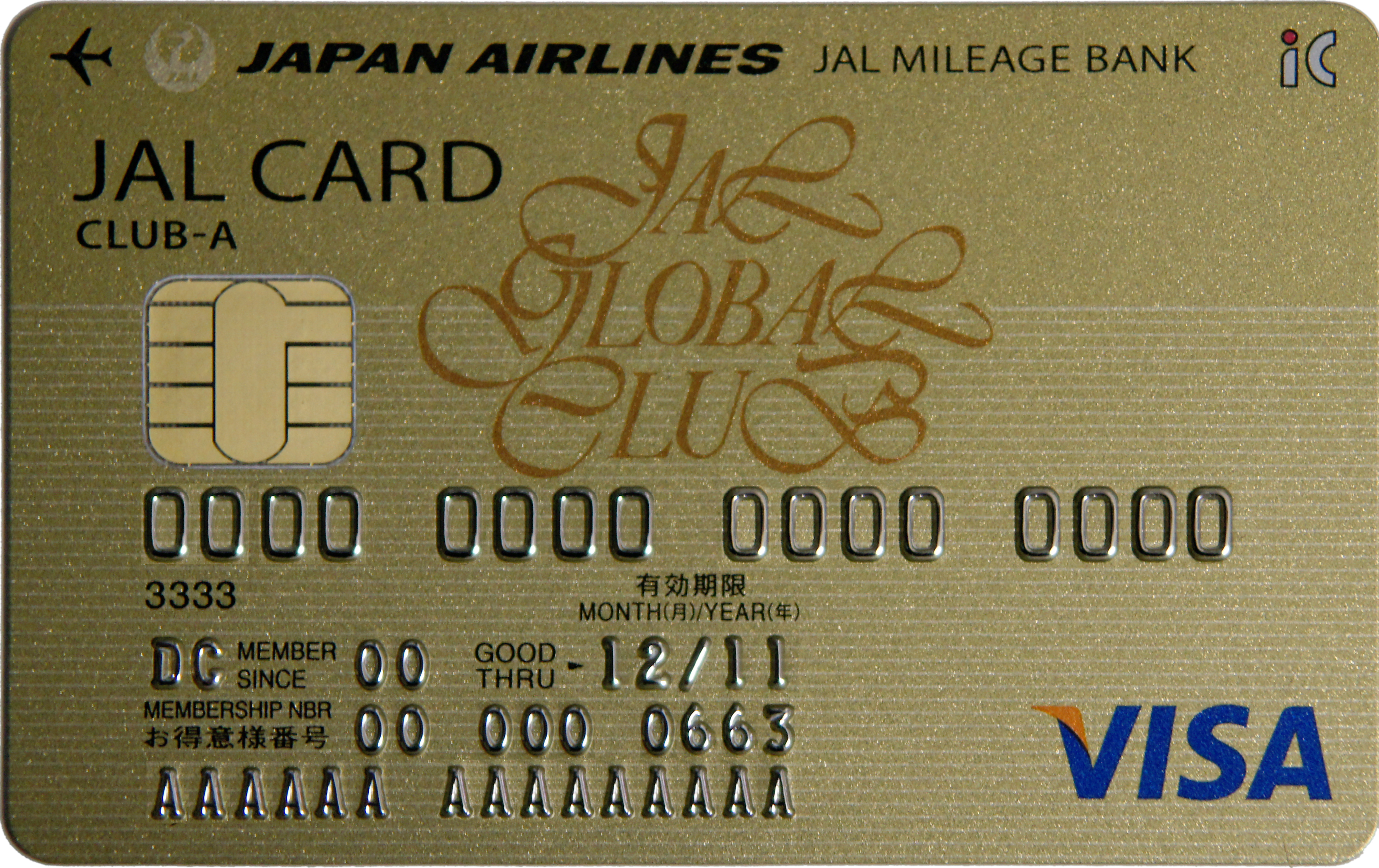
Безконтактна платіжна картка Visa з чипом та NFC

Visa Contactless (раніше Visa payWave) — це сумісна з EMV безконтактна можливість проведення платежу, заснована на стандарті ISO/IEC 14443 і технології компанії Visa Inc., що надає власникам карток безконтактний спосіб проведення оплати на суми до певної величини, без підтвердження підписом або PIN-кодом, шляхом піднесення картки до платіжного терміналу замість проведення нею для зчитування або її вставки в термінал.
Аналогом карток з Visa Contactless є Mastercard Contactless і ExpressPay від American Express: вони використовують одну технологію RFID та її реалізація в них сумісна, тому оплата такими картками можлива на одних і тих же терміналах, що підтримують безконтактну оплату, у випадку якщо еквайєр сертифікував прийом безконтактних платежів в кожній з платіжних систем.

### Можливості та поширення

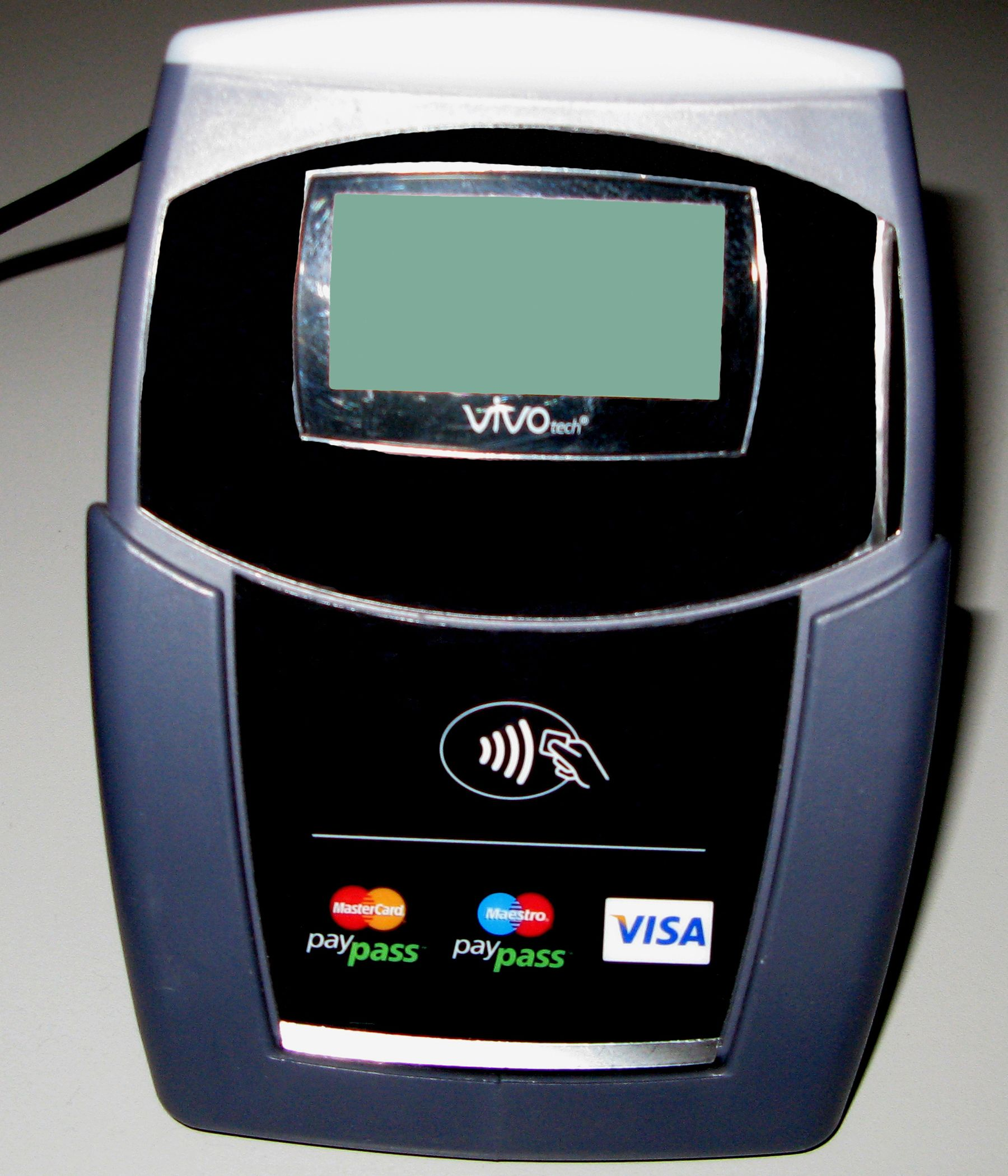
POS-термінал для виключно безконтактної оплати

Картки з даною технологією дозволяють оплачувати покупки без підтвердження PIN-кодом або підписом на суми не вище дозволеної банком-емітентом величини або більші суми з підтвердженням оплати звичайним способом. В Україні цей ліміт становить 1500 гривень, у Польщі — 50 злотих, у Росії така сума обмежується 1000 рублів, у Білорусі — 22 біл. рубля і т. д. Для кожної країни світу «Visa» надає рекомендований розмір разової неверіфікованої операції. Ця величина називається англ. VLP Single Transaction Limit і визначається EMV-тегом 9F78, що зберігається в пам'яті чипа.

### Впровадження

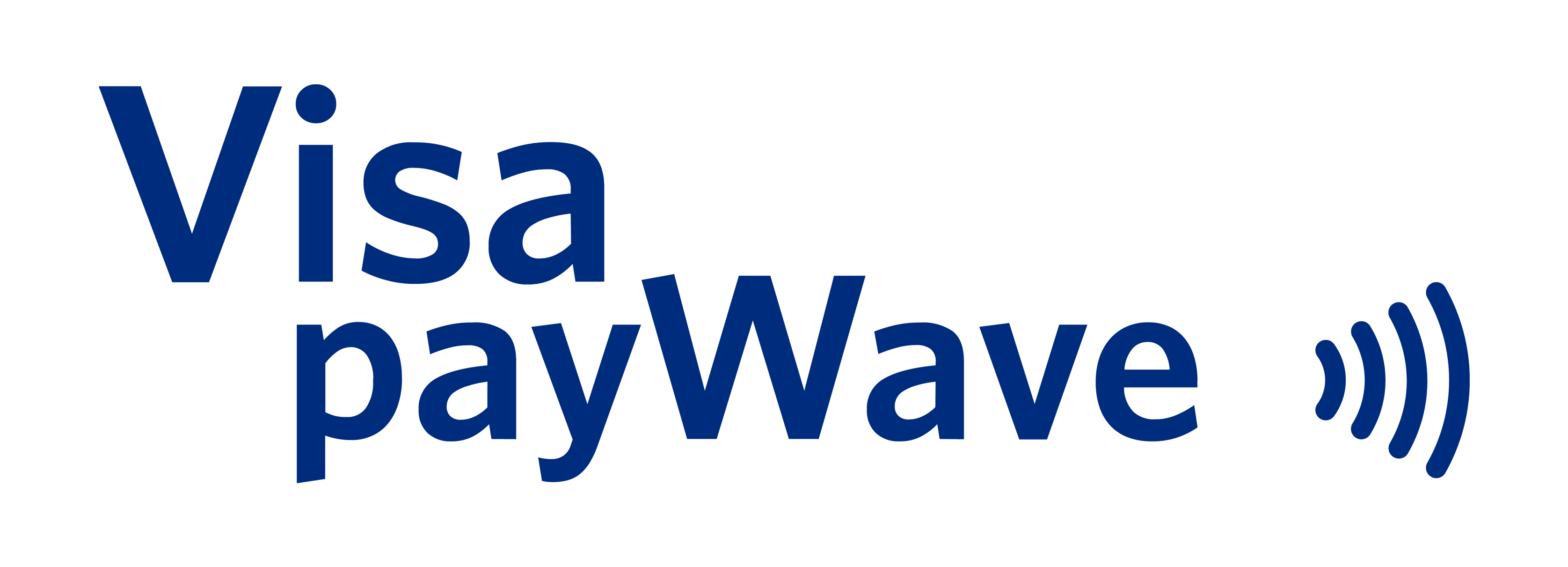
Логотип Visa payWave

Технологія безконтактних платежів Visa payWave впроваджена платіжною системою в 2004 році, а перші такі картки з'явилися в Європі в 2005 році. В Північній Америці картки з'явилися в 2007 році.
Найбільші банки Австралії, такі як National Australia Bank, не надають своїм клієнтам можливість вибору для відмови від карток Visa з включеним функціоналом payWave. Це ж справедливо і для безконтактну оплату для безконтактних карток платіжної системи MasterCard. Тим клієнтам, які незадоволені наявністю payWave для проведення транзакції без підтвердження PIN-кодом або підписом на чеку, було рекомендовано утриматися від прив'язки карток Visa до свого банківського рахунку.

Пізніше компанія Visa Inc. перейменувала Visa payWave в Visa Contactless та почали використовувати як логотип Безконтактний символ EMV, який використовується на платіжних картках з підтримкою безконтактної сплати.

## Регіони компанії Visa Inc.
Станом на січень 2025 року компанія Visa Inc. розділена на вісім регіонів:
- США;
- Канада;
- CEMEA — Центральна Європа, Середній Схід та Африка;
- країни Європейського Союзу;
- Східна Європа, Південно-Східна Європа, Середня Азія та Кавказ[23];
- Азія;
- Латинська Америка й Карибський регіон;
- Австралія.

### В Україні
На початку лютого 2025 року компанія Visa Inc. оголосила про призначення Тетяни Чорної віцепрезиденткою та регіональною менеджеркою в Україні. ЇЇ діяльність зосередиться на розширенні інноваційних рішень і цифрових платежів Visa, а також на покращенні послуг, які компанія надає партнерам, банкам, торговцям і держателям карток. Тетяна Чорна змінила на посаді Світлану Чирву, яка займала позицію регіональної менеджерки в Україні з березня 2019 року.